# Alex Chilton (canzone)
Alex Chilton è un singolo del gruppo musicale statunitense The Replacements, pubblicato nel 1987 come estratto dal quinto album in studio Pleased to Meet Me. La canzone è un omaggio al leader dei Big Star Alex Chilton, che era un idolo della band e ha lavorato con essa in diverse occasioni. Il ritornello della canzone è stato ispirato dal tentativo del frontman dei Replacements Paul Westerberg di complimentarsi per una delle canzoni di Chilton dopo averlo incontrato per la prima volta.
"Alex Chilton" è stato pubblicato come singolo promozionale dall'album ed è stato accompagnato da un video musicale che ha utilizzato materiale dal video censurato della band "The Ledge." La canzone è stata acclamata dalla critica ed è stata dichiarata da diversi giornalisti musicali come una delle migliori del gruppo.

## Antefatti
La canzone è un omaggio ad Alex Chilton, cantante principale dei Box Tops e dei Big Star. I Replacements e Chilton condividevano un agente ed erano fan gli uni dell'altro; Chilton aveva anche prodotto alcuni demo per l'album della band del 1985 Tim, anche se l'album finale fu prodotto da Tommy Ramone. Quand il gruppo stava registrano il suo album del 198 Pleased to Meet Me agli Ardent Studios di Memphis, Chilton era spesso presenti. Questi apparve come ospite nell'album, suonando la chitarra nella canzone Can't Hardly Wait." Il frontman dei Replacements Paul Westerberg disse di Chilton: "La sua aura è differente da quella di una persona comune. Potrebbe venire da un altro pianeta."
"Alex Chilton" ebbe origine come demo chiamato "George from Outer Space," che vedeva la presenza di un resto sul roadie dei Replacements. Westerberg cambiò il testo per rendere omaggio a Chilton, che stava vedendo un ritorno di popolarità nella scena del college rock e Westerberg sviluppò "una canzone pop simile a quelle dei Big Star" per la sequenza degli accordi. Il ritornello "I'm in love / With that song" era basato sul primo incontro di Westerberg con Chilton quando, tentando di fare conversazione, Westerberg gli disse: "Sono innamorato di una delle tue canzoni—che canzone era?", essendosi scordato del titolo di "Watch the Sunrise" dei Big Star  Il verso "Checkin' his stash by the trash at St. Mark's place" è stato ispirato da un incontro a pranzo tra Westerberg, il manager dei Replacements Peter Jesperson e Chilton.
La band non voleva che Chilton venisse a conoscenza della canzone, temendo di fare una cattiva impressione. Chilton alla fine la udì nella sua forma definitiva mentre era in tour con la band. Chilton la definì "un'ottima canzone" e scherzò "Mi sento come uno di quei fuorilegge leggendari, come John Wesley Hardin o qualcosa del genere."

## Pubblicazione
"Alex Chilton" fu pubblicata come singolo promozionale per l'album del 1987 Pleased to Meet Me. Il lato B era la canzone non presente nel disco "Election Day."
Nel 1987 fu pubblicato anche un video musicale. Esso riprese materiale dal video di "The Ledge," anch'essa presente in Pleased to Meet Me. Il video di "The Ledge," una canzone che trattava il tema del suicidio, non fu accettato da MTV per il suo contenuto. Materiale aggiuntivo da queste pellicole fu in seguito utilizzato nel 2020 per il video di un'altra canzone di quell'album, "Can't Hardly Wait."
Una versione alternativa comparve in seguito nella versione deluxe di Pleased to Meet Me. La canzone è presente come contenuto giocabile nel videogioco Rock Band 2. Inoltre è presente nel terzo episodio della prima stagione della serie Psych.

## Accoglienza
Kory Grow di Rolling Stone definì la canzone uno dei due "classici di tutti i tempi" da Pleased to Meet Me, assieme a "Can't Hardly Wait." Kristine McKenna del Los Angeles Times lodò anch'essa la canzone, scrivendo "È difficile immaginare un eroe pop più meritevole [di Chilton] e se Pleased non avesse portato che a rivitalizzare l'interesse attorno al criminalmente sottovalutato Chilton, ciò sarebbe sufficiente a giustificare la sua esistenza." Stephen Thomas Erlewine di AllMusic ha definito la canzone "un brillante, splendente power pop."
La canzone è stata giudicata da diversi giornalisti musicali come una delle migliori dei Replacements. Ultimate Classic Rock l'ha classificata la loro quinta miglior canzone, mentre PopMatters l'ha posizionata al settimo posto, definendola "un'ispirata lettera d'amore da un sottovalutato a quello che l'ha preceduto." Diffuser.fm l'ha classificata come la loro settima miglior canzone, mentre The Guardian l'ha piazzata all'ottavo posto e Laura Jane Grace di Against Me! su Louder al nono.